# Codificador híbrid
El codificador híbrid de vídeo, és un sistema de compressió de senyal de vídeo mitjançant l'eliminació d'informació redundant. Aquest tipus de predicció combina tècniques de predicció i transformació per reduir la redundància en el senyal de vídeo, utilitzant anàlisis de moviment i predicció en el domini temporal, fent servir compensació de moviment i transformacions espai temps.

## Funcionament
Presenta dos modes de funcionament:

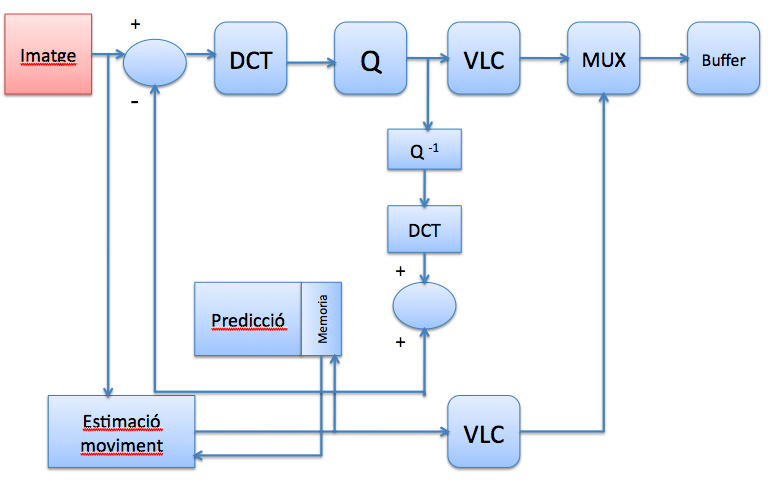
funcionament codificador híbrid

- intraframe: Codificació dels coeficients de la DCT de les dades originals.
- interframe: Utilitza un mètode predictiu basat en vectors de moviment, de manera que a més de codificar els valors dels píxels, codifiquem l'error de predicció de la DCT. Aquest error de predicció s'ha de calcular a partir d'imatges de referència en que tindrà disponible el descodificador.

A la quantificació és on es pateixen certs errors de les imatges de referència, per poder reduir les taxes binàries s'usa la codificació de longitud variable (VLC). El descodificador utilitza l'algoritme Block matching per a l'estimació de moviment de les imatges o Macro blocs. Tenim dos tipus d'imatges predites: 
- Quadres P: utilitzant predicció endavant prenen quadre I o P com a referència.
- Quadres B: Utilitzant predicció bidireccional, prenen com a referència quadres I o P.

La imatge predita es degrada en el temps, per tant s'haurà de codificar alguns macro blocs com a quadres i (imatges de referència).

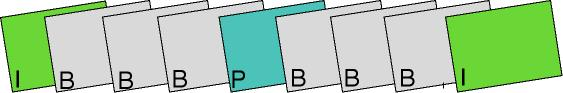
Quadres I,P,B

## Utilització
La codificació hibrida l'utilitzen tots els estàndards de codificació de vídeo, els més importants:
H.261, H.263, H.264
MPEG-1, MPEG-2, MPEG-4

## HLV (Codificador híbrid per capes)
El HLV és molt utilitzat en vídeo per telefonia mòbil per Internet. La diferència és que a més de fer servir la DCT utilitza la transformada Wavelet.
Aquest consisteix en múltiples capes de codificació de la textura d'imatge i representació de vídeo. És eficaç particularment per la compressió d'imatges fixes i ha estat inclosa com a part de l'estàndard JPEG2000 i per la textura de codificació d'imatges fixes en l'estàndard MPEG-4.